# Натуралізація
Натуралізація — процес надання іноземцю громадянства певної країни уповноваженими на те органами. Розрізняють два види натуралізації: за законом та за заявою.

## Натуралізація в Україні
Порядок прийняття до громадянства України визначений в ст. 9 Закону України «Про громадянство України».
Іноземець або особа без громадянства можуть подати клопотання про прийняття до громадянства, яке може бути задоволене за таких умов:
1. визнання і дотримання Конституції України та законів України;
2. подання декларації про відсутність іноземного громадянства (для осіб без громадянства) або зобов'язання припинити іноземне громадянство (для іноземців);
3. безперервне проживання на законних підставах на території України протягом останніх п'яти років;
4. отримання дозволу на імміграцію;
5. володіння державною мовою або її розуміння в обсязі, достатньому для спілкування;
6. наявність законних джерел існування.

Положення, передбачені пунктами 3-6 частини не поширюються на осіб, які мають визначні заслуги перед
Україною, і на осіб, прийняття яких до громадянства України становить державний інтерес для України.

## Денатуралізація
Денатуралізація — це позбавлення громадянства, що було набуте шляхом натуралізації або виходом із громадянства.